# Syrmaticus
Syrmaticus is een geslacht van vogels uit de familie fazantachtigen (Phasianidae).

## Soorten
Het geslacht kent de volgende soorten:
- Syrmaticus ellioti  –  Elliots fazant
- Syrmaticus humiae  –  Hume's fazant
- Syrmaticus mikado  –  Mikadofazant
- Syrmaticus reevesii  –  Koningsfazant
- Syrmaticus soemmerringii  –  Koperfazant